# Copenhagen Cannons
Copenhagen Cannons er en dansk basketballklub, som spiller sine hjemmekampe i Gentoftehallen. I sæson 2020/2021 stiller klubben op med 2 hold i hhv. 2. division og serie 1 på herresiden og i 2. division på damesiden. 
Klubben blev stiftet d. 22. april 2015 af Viktor Flyckt, Christoffer Lorentzen og Adrian Petersen. På daværende tidspunkt blev der indgået et samarbejde med Virum basketballklub, som tildelte klubben haltider i Virumhallen og på Virum Gymnasium. Herfra begyndte rekrutteringen af spillere til det nyopstartede projekt. 
Klubben hed ved opstart Copenhagen Vipers efter aftale med Virum. Medlemstallet voksede hurtigt i løbet af sommeren 2015, hvor klubben fik tilgang af mange u19-u22 spillere af højt niveau, som startede igen efter at have hørt om klubbens koncept. Klubben byggede på forestillingen om, at det skulle være muligt både at studere på fuldtid og samtidig have tid til at spille basketball. Dette appellerede derfor især til ungseniorspillere, som med studiestart eller arbejde havde mærket fritiden formindskes. 
I sæson 2015/2016 stillede klubben for første gang op med et hold i 3. division med Christian Hougaard som træner og Martin Woergaard som assistenttræner. Sæsonen blev afviklet succesfuldt og medførte følgende resultater:
- 4. plads i 3. division 2. plads i u22-pokalfinalen
- 2. plads til u20 Limfjordscup
- 1/16 finalen i DDBF-pokalen mod Stevnsgade Supermen.

I sæson 2016/2017 skulle der ske store ændringer i klubben. Grundet konflikter med Virum Basketballklub måtte Copenhagen Vipers finde en ny klub at samarbejde med. Efter forhandlinger indgik klubben en aftale med SISU Basketball og fik nu hjemmebane i Gentoftehallen. Dermed ændredes klubben navn til det nuværende Copenhagen Cannons. Derudover agerede Viktor Flyckt nu som træner og Christoffer Lorentzen som assistenttræner. 
Bestyrelsen, som i denne sæson fik tilgang af Morten Lægdsgaard Kastberg, kunne nu se medlemstallet vokse yderligere, hvilket resulterede i, at klubben måtte tilmelde endnu et hold: Copenhagen Cannons 2. Dette hold skulle også vise sig at blive en stor succes. Holdet var at finde i serie 2, hvor adskillige kampe ventede. Sæsonen igennem blev det til mange overbevisende sejre og en flot 2. plads i rækken, som betød oprykning til serie 1. 
For Copenhagen Cannons 1 vedkommende blev der som i forrige sæson spillet i 3. division, hvor målet var at vinde rækken. Dette blev også en realitet, da Cannons sikrede sig 1. pladsen i grundspillet. Dog måtte Cannons se sig slået i Playoffs mod Falcon Basketball.  
Samlet set sluttede sæson 2016/2017 med i alt 36 kampe for de to hold, hvoraf 25 blev til sejre: 
```
1/16 finalen i DBBF-pokalen mod Hørsholm 79ers
Semifinalen i u22-pokalen mod Virum Vipers 
Vindere af 3. division grundspil
2. plads serie 2
```

I sæson 2017/2018 rykkede Copenhagen Cannons op i 2. division og ansatte Jeppe Søndberg som træner og Christian Friis som assistenttræner. Sæsonen sluttede med 11 sejre ud af 22 kampe, hvilket placerede Cannons på en 10. plads. I playoffs mødte de SISU, som trak sig sejrrigt ud af opgøret og vandt 2. division. Cannons 2 var rykket op i serie 1, hvor de spillede sig til en 6. plads med 5 sejre i 12 kampe.  
```
1/16 finale i DBBF-pokalfinalen mod Team FOG Næstved 
10. plads i 2. Division Øst
6. plads i Serie 1
```

I sæson 2018/2019 måtte Cannons igen skifte træner. Her blev Rasmus Hemmingsen ansat som træner for Cannons 1, som valgte at spille en sæson til i 3. division. Cannons 2 spiller, som før nævnt, igen serie 1. 
Klubbens spillertøj er sort & lilla og er designet af William Larsen Bang. 
I samme sæson blev det besluttet, at klubben ligeledes skulle forme et damehold. Projektet blev hurtigt en succes og tiltrak spillere fra mange forskellige klubber, ligesom herreprojektet gjorde. I sæson 2019/2020 tilmeldte Cannons for første gang et damehold i 2. division. Sæsonen sluttede med en 2. plads med 7 sejre i 10 kampe inden nedlukningen grundet Covid-19. 
I sæson 2020/2021 rykkede Cannons herrehold op i 2. division, hvor de dog pga. Covid-19 blot nåede at spille to kampe, hvoraf en blev vundet. Dameholdet nåede ligeledes at spille to kampe, hvor begge blev vundet.  
 Der er for få eller ingen kildehenvisninger i denne artikel, hvilket er et problem. Du kan hjælpe ved at angive troværdige kilder til de påstande, som fremføres i artiklen.